# بدر محمد المير
بدر محمد المير هو الرئيس التنفيذي للخطوط الجوية القطرية منذ 5 نوفمبر 2023. تم الإعلان عن تعيينه رئيسًا تنفيذيًا جديدًا لشركة الطيران بعد استقالة الرئيس التنفيذي السابق أكبر الباكر بعد 27 عامًا قضاها كرئيس للشركة. شغل سابقًا منصب الرئيس التنفيذي للعمليات في مطار حمد الدولي. وهو مهندس بالتدريب.

## حياة مهنية
قبل اختياره رئيسًا تنفيذيًا جديدًا للخطوط الجوية القطرية، كان المير يشغل منصب الرئيس التنفيذي للعمليات في مطار حمد الدولي الذي انضم إليه في يونيو 2014. أثناء عمله في المطار، شارك المير في الجهود المبذولة لتنفيذ رؤية "المطار الذكي" بما في ذلك استخدام القياسات الحيوية والروبوتات وتقنية "سلسلة الكتل" (blockchain). تم الاعتراف به كأحد أفضل رواد السفر في المنطقة خلال فترة عمله وحصل المطار على جوائز من سكاي تراكس.
قبل انضمامه إلى مطار حمد الدولي، عمل المير لمدة تسع سنوات في الشركة المتحدة للتنمية، وهي شركة إنشاءات كبرى في قطر، بما في ذلك توليه منصب الرئيس التنفيذي بالإنابة. كما عمل سابقًا في الخطوط الجوية القطرية حيث عمل كنائب أول للرئيس لقسمي إدارة المرافق والمشاريع الرأسمالية في المجموعة.

## تعليم
يحمل المير شهادات في الهندسة من الجامعة الأمريكية في بيروت وجامعة كولورادو.